# Pougny (Nièvre)
Pougny é uma comuna francesa na região administrativa de Borgonha-Franco-Condado, no departamento Nièvre. Estende-se por uma área de 19,14 km². Em 2010 a comuna tinha 473 habitantes (densidade: 24,7 hab./km²).